# Erigone whitneyana
Erigone whitneyana là một loài nhện trong họ Linyphiidae.
Loài này thuộc chi Erigone. Erigone whitneyana được Ralph Vary Chamberlin & Wilton Ivie miêu tả năm 1935.